# 1677
Епоха великих географічних відкриттів •  Перша наукова революція • Річ Посполита •  Запорозька Січ •  Руїна

## Геополітична ситуація
Османську імперію очолює Мехмед IV (до 1687). Під владою османського султана перебувають Близький Схід та Єгипет, Середземноморське узбережжя Північної Африки, частина Закавказзя, значні території в Європі: Греція, Болгарія і Сербія. Васалами османів є Волощина та Молдова.
Священна Римська імперія — наймогутніша держава Європи. Її територія охоплює, крім німецьких земель, Угорщину з Хорватією, Богемію, Північну Італію. Її імператор — Леопольд I Габсбург (до 1705).
Габсбург Карл II Зачарований є королем Іспанії (до 1700). Йому належать Іспанські Нідерланди, південь Італії, Нова Іспанія, Нова Гранада та Нова Кастилія в Америці, Філіппіни. Королем Португалії формально є Альфонсу VI при регентстві молодшого брата Педру II. Португалія має володіння в Бразилії, в Африці, в Індії, в Індійському океані й Індонезії.
Північ Нідерландів займає Республіка Об'єднаних провінцій. Вона має колонії в Північній Америці, Індонезії, на Формозі та на Цейлоні. Король Франції — Людовик XIV (до 1715). Франція має колонії в Північній Америці. Король Англії — Карл II Стюарт (до 1685). Англія має колонії в Північній Америці, на Карибах та в Індії. Король Данії та Норвегії — Кристіан V (до 1699), король Швеції — Карл XI (до 1697). На Апеннінському півострові незалежні Венеціанська республіка та Папська область. Король Речі Посполитої Ян III Собеський (до 1696). Царем Московії є Федір Олексійович (до 1682).
Україну розділено по Дніпру між Річчю Посполитою та Московією. Діють два гетьмани: Остап Гоголь та Іван Самойлович. На півдні України існує Запорозька Січ. Існують Кримське ханство, Ногайська орда.
В Ірані правлять Сефевіди.
Значними державами Індостану є Імперія Великих Моголів, в якій править Аурангзеб, Біджапурський султанат, султанат Голконда, Імперія Маратха. В Китаї править Династія Цін. У Японії триває період Едо.

## Події

### В Україні
- Османський султан звільнив із в'язниці Юрія Хмельницького і послав його на українські землі з османським військом.
- Перший Чигиринський похід османської армії проти Московського царства (російсько-турецька війна (1676—1681)). Спроба османів захопити Чигирин зазнала невдачі.

### У світі
- Франко-голландська війна:
  - 11 квітня Філіп I Орлеанський завдав поразки Вільгельму III Оранському в битві поблизу Касселя.
  - 16 листопада французькі війська захопили Фрайбург.
- Дансько-шведська війна (1675—1679)
  - 31 травня данський флот завдав поразки шведському в битві поблизу Мена.
  - 25—26 червня шведи здобули перемогу в битві при Мальме і змусили данців відійти.
  - 14 липня шведські війська здобули перемогу в битві при Ландскуні.
- 29 жовтня Мішель Ле Телльє став канцлером Франції.
- 17 листопада король Англії Карл II дав згоду на шлюб своєї племінниці Марії зі штатгальтером Нідерландів Вільгельмом Оранським, майбутнім королем Англії Вільгельмом III.
- 3 березня Французький адмірал Жан д'Естре напав на нідерландське Тобаго, але не зміг здобути місто. Зробити це йому вдалося тільки 12 грудня.
- Шиваджі в союзі з Голкондою напав на Мадрас і Майсуру.

## Наука та культура
- Опубліковано «Етику» Спінози.
- Відбулася прем'єра Федри Расіна.
- Антоні ван Левенгук спостерігав під мікроскопом сперматозоїди.
- У Парижі набуло популярності морозиво.
- Еліас Ешмол подарував Оксфордському університетові колекцію, що започаткувала музей Ешмола.

## Померли
див. також Категорія:Померли 1677
- 21 лютого — в Гаазі у віці 43 років помер нідерландський філософ Бенедикт (Барух) Спіноза